# گوگل بوکس
گوگل بوکز (به انگلیسی: Google Books) که پیش تر با نام گوگل بوک سرچ یا گوگل پرینت عرضه می‌شد، سرویسی است که مورد جستجو را در متن کامل کتبی که شرکت گوگل در پایگاه داده خود ذخیره دارد، پیدا می‌کند. این سرویس در ماه اکتبر ۲۰۰۴ در نمایشگاه بین‌المللی کتاب فرانکفورت با نام گوگل پرینت معرفی شد. پروژه کتابخانه گوگل که در حال حاضر با نام گوگل بوک سرچ شناخته می‌شود نیز در دسامبر همان سال معرفی شد.
گوگل بوکس یکی دیگر از سرویس‌های بحث‌برانگیز گوگل بود. کمپانی شروع به اسکن کتاب‌ها کرد و آن‌ها را به صورت محدود آپلود نمود و نسخه کامل کتاب‌هایی که اجازه داده می‌شد را به موتور جستجوی جدید خود برای کتاب‌ها اختصاص داد. انجمن نویسندگان که شامل ۸۰۰۰ نویسنده آمریکایی بود در سال ۲۰۰۵ در دادگاه نیویورک شکایتی علیه این سرویس جدید گوگل کردند، گوگل پاسخ داد که این سرویس با قوانین حق تکثیر مربوط به کتاب‌ها سازگار است.
سرانجام گوگل در سال ۲۰۰۹ نامه‌ای دریافت کرد مبنی بر اینکه اسکن کتاب‌ها را محدود به آمریکا و انگلیس و استرالیا و کانادا کند.
علاوه بر آن دادگاه مدنی پاریس در اواخر ۲۰۰۹ از گوگل خواست تا آثار مربوط به لا مارتینیر را از بانک داده خود حذف کند.
گوگل در رقابت با وبگاه آمازون تصمیم گرفت تا نسخه دیجیتال کتاب‌های جدید خود را برای فروش بگذارد.
ابتکار عمل گوگل بوکز به دلیل پتانسیل‌های خود برای دستیابی بی‌سابقه به آنچه ممکن است به بزرگترین بدنه آنلاین دانش بشری تبدیل شود، مورد تحسین قرار گرفته‌است و ترویج عمومی کردن دانش. با این حال، همچنین به دلیل نقض احتمالی حق چاپ، و عدم ویرایش برای اصلاح بسیاری از خطاهای وارد شده به متن اسکن شده توسط فرایند OCR، مورد انتقاد قرار گرفته‌است.
از اکتبر سال ۲۰۱۵، تعداد عناوین کتاب اسکن شده بیش از ۲۵ میلیون جلد بود، اما روند اسکن در کتابخانه‌های دانشگاهی آمریکا کند شده‌است. گوگل در سال ۲۰۱۰ تخمین زد که حدود ۱۳۰ میلیون عنوان مجزا در جهان وجود دارد، و اظهار داشت که قصد اسکن همه آنها را دارد. از اکتبر سال ۲۰۱۹، گوگل ۱۵ سالگی گوگل بوکز را جشن گرفت و تعداد کتاب‌های اسکن شده را بیش از ۴۰ میلیون عنوان ارائه کرد.

## جزئیات
نتایج حاصل از گوگل بوکز هم در جستجوی جهانی گوگل و هم در وب سایت اختصاصی جستجوی گوگل بوکز (Books.google.com) نشان داده می‌شود. در نتایج جستجو در گوگل، در صورت عدم مشکل حق تکثیر یا در صورتی که صاحب حق تکثیر اجازه دهند، گوگل بوکز به کاربران اجازه می‌دهد صفحات کامل کتاب‌ها را مشاهده کنند. اگر گوگل معتقد باشد که این کتاب هنوز دارای حق چاپ است، کاربر قسمتی از متن که در اطراف اصطلاح جستجو شده وجود دارد را مشاهده می‌کند. تمام اصطلاحات جستجو شده در متن کتاب به رنگ زرد ظاهر می‌شود.

## اسکن کتاب‌ها
این پروژه در سال ۲۰۰۲ تحت نام رمزگذاری شدهٔ پروژه Ocean (به معنی اقیانوس) آغاز شد. بنیانگذار گوگل، لری پیج، همیشه علاقه ای به دیجیتالی کردن کتاب‌ها داشت. هنگامی که او و ماریسا مایر در سال ۲۰۰۲ شروع به آزمایش اسکن کتاب کردند، ۴۰ دقیقه طول کشید تا آنها یک کتاب ۳۰۰ صفحه ای را دیجیتالی کنند. اما به زودی پس از توسعه این فناوری به حدی تبدیل شد که اپراتورهای اسکن می‌توانند تا ۶۰۰۰ صفحه را دریک ساعت اسکن کنند.
گوگل مراکز اسکن معینی را ایجاد کرد که کتاب‌ها توسط کامیون‌ها به آنها منتقل می‌شدند. ایستگاه‌ها می‌توانند با سرعت ۱۰۰۰ صفحه در ساعت دیجیتالی شوند. این کتاب‌ها در یک گهواره مکانیکی سفارشی قرار داده شده بودند که شیرازهٔ کتاب را در جای خود برای اسکن تنظیم می‌کرد. از مجموعه ای از چراغ‌ها و ابزارهای نوری استفاده شده‌است - از جمله چهار دوربین، دو جهت دهنده در هر نیمی از کتاب و یک LIDAR با دامنه یاب که روی آن یک شبکه لیزری سه بعدی روی سطح کتاب برای نگه داشتن انحنای کاغذ استفاده شده‌است. یک اپراتور انسانی می‌توانست صفحات را با دست بچرخاند و دوربین‌ها را از طریق پدال پا تنظیم کند. از آنجا که نیازی به صاف کردن صفحات کتاب یا تراز کردن کامل آن‌ها نبود، این سیستم کارآمد بوده‌است. تصاویر خام توسط الگوریتم‌های رفع انحراف کار می‌کردند که از داده‌های LIDAR برای پردازش تصاویر استفاده می‌کردند. نرم‌افزار تشخیص نوری کلمات (OCR) برای پردازش تصاویر خام به متن ساخته شده‌است. همچنین الگوریتم‌هایی برای استخراج شماره صفحه، پاورقی‌ها، تصاویر و نمودارها ایجاد شده‌اند.

## عملکرد سایت
هر کتاب در گوگل بوکز دارای صفحه "دربارهٔ این کتاب" است که اطلاعات تحلیلی مربوط به آن کتاب را نشان می‌دهد مانند نقشه کلمه ای از بیشترین استفاده از کلمات و عبارات، مجموعه ای از صفحات، لیست کتاب‌های مرتبط، لیست مقالات علمی و سایر کتاب‌هایی که به کتاب ارجاع می‌دهند، و جداول محتوا. این اطلاعات از طریق روش‌های خودکار جمع‌آوری می‌شود، و گاهی اوقات از داده‌های شخص ثالث استفاده می‌شود. این اطلاعات بینشی از کتاب ارائه می‌دهد. این اطلاعات مخصوصاً وقتی فقط نمایش قسمتی از کتاب در دسترس است مفید است. لیست کتب مرتبط اغلب می‌تواند حاوی مطالب بی ربط باشد. در برخی موارد، خلاصه کتاب و اطلاعات مربوط به نویسنده نیز نمایش داده می‌شود. در این صفحه اطلاعات کتابشناختی نیز نمایش داده شده‌است، که می‌توانند به عنوان نقل قول در قالب‌های BibTeX , EndNote و RefMan خروجی گرفته شوند. کاربران ثبت نام کرده که با حساب‌های گوگل خود وارد شده‌اند، می‌توانند نظرات خود را برای کتاب در این صفحه ارسال کنند. گوگل بوکز همچنین بررسی‌هایی از Goodreads را در کنار این بررسی‌ها نشان می‌دهد. برای کتاب‌هایی که هنوز در دست چاپ هستند، سایت پیوندهایی به وب سایت ناشر و فروشندگان کتاب ارائه می‌دهد.